# Pratt & Whitney JT8D

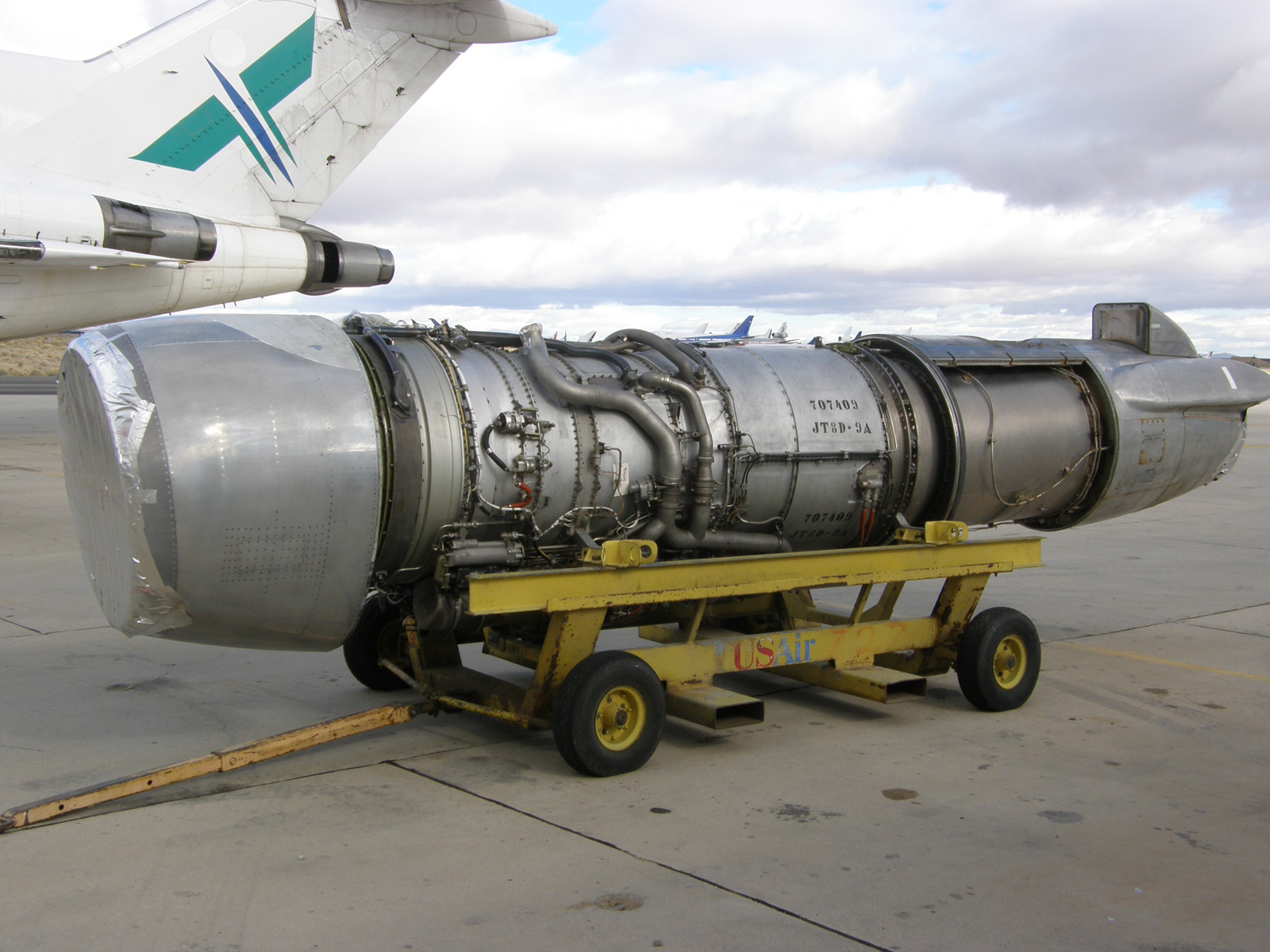
Pratt & Whitney JT8D-9A

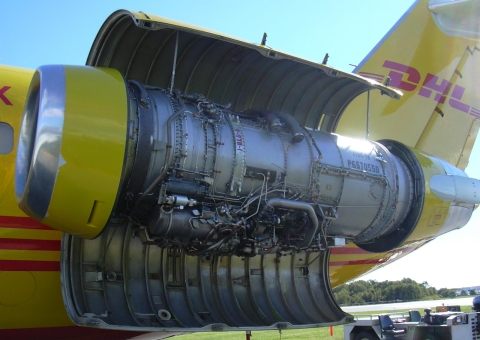
Pratt & Whitney JT8D

Das Pratt & Whitney JT8D ist ein Mantelstromtriebwerk mit einem zweistufigen Fan des US-amerikanischen Triebwerkherstellers Pratt & Whitney.
Im Laufe des Produktionszyklus wurden bisher etwa 11.800 Exemplare in acht verschiedenen Versionen hergestellt. Aktuell (März 2016) befinden sich noch rund 2.400 dieser Triebwerke in Dienst. Der Einsatz begann im Jahr 1964 an einer Boeing 727-100, dann kamen die Boeing 737-100/-200 und DC-9 dazu. Als letzte Variante wurde das JT8D in der überarbeiteten Version JT8D-200 an der McDonnell Douglas MD-80 eingesetzt. Mit einem von Volvo Flygmotor entwickelten Nachbrenner wurde das Triebwerk als RM8B ab 1967 auch im Kampfflugzeug Saab 37 Viggen verwendet.
Das JT8D ist ein frühes Mantelstromtriebwerk mit einem nach heutigem Maßstab sehr geringen Nebenstromverhältnis von 1:1. Dies war zur damaligen Zeit ein durchaus hoher Wert, bedingt jedoch einen nach heutigem Standard sehr hohen Lärmpegel, so dass Flugzeuge wie die DC-9, Boeing 727 oder Boeing 737-200 ohne nachgerüstete Schalldämpfer (Hush Kits) viele Länder nicht mehr anfliegen dürfen. Die für die McDonnell Douglas entwickelte modernere Variante JT8D-200 verfügt über einen neuen, größeren Fan, der das Nebenstromverhältnis auf nach heutigen Standards ebenfalls niedrige 1,7:1 vergrößerte. Diese vergleichsweise geringe Änderung des Triebwerkes führte zu einer deutlichen Reduzierung des Lärmpegels, die genügte, um die MD-80 bis zum heutigen Tage einsetzen zu dürfen. Dennoch liegt der erzeugte Lärmpegel deutlich höher als bei den mit moderneren Triebwerken ausgestatteten Boeing 737 (ab der 300er Serie) sowie dem Airbus A320.
Da das JT8D der einzige Antrieb für diese Flugzeugmodelle war, war es lange Zeit das meistverkaufte zivile Strahltriebwerk der Welt. Dies änderte sich in den 1980er-Jahren, weil Pratt & Whitney es versäumte, ein modernes Nachfolgetriebwerk des JT8D zu entwickeln. Stattdessen hatte Pratt & Whitney es dabei belassen, lediglich die vergleichsweise gering modifizierte Version JT8D-200 anzubieten. Daher wurden sowohl die nächste Generation der Boeing 737 ab der 737-300 als auch der neu erschienene Airbus A320 mit den moderneren CFM-56-Triebwerken von CFMI, die A320 auch mit dem V2500-Triebwerk von International Aero Engines (IAE) ausgestattet, die aufgrund ihres deutlich höheren Nebenstromverhältnisses einen erheblich geringeren Lärmpegel und niedrigeren Treibstoffverbrauch erreichen. Lediglich die McDonnell Douglas MD-80 verkaufte sich trotz höherer Lärmwerte bis in die 1990er-Jahre weiterhin gut mit diesem Triebwerk, doch auch hier entschied sich McDonnell Douglas dafür, beim Nachfolgemodell MD-90 das IAE-V2500-Triebwerk zu verwenden. Da Pratt & Whitney an dem Konsortium IAE beteiligt ist, hat es seine Marktstellung im Bereich dieser Standardrumpfflugzeuge nicht völlig verloren. Mit dem für den Airbus A318 angebotenen PW6000-Triebwerk gelang es Pratt & Whitney, wenn auch in recht bescheidenem Umfang, ein weiteres Triebwerk für dieses Marktsegment anzubieten. Mit den Aufträgen zur Entwicklung des Getriebefans PW1000G für die in der Entwicklung stehenden Flugzeuge Mitsubishi Regional Jet (MRJ), Airbus A220, Irkut MS-21 und A320neo konnte Pratt & Whitney endgültig in dieses Marktsegment zurückkehren.

## Technische Daten
- Typ: Zweiwellen-Zweistromtriebwerk
- Abmessungen:
  - Länge: 3.914 mm
  - Fan-Durchmesser: 1.249 mm
- Gewicht: 2.048 kg
- Leistung:
  - Max. Schub: 96,5 kN
  - Luftdurchsatz: 225 kg/s
- Nebenstromverhältnis: 1,74:1
- Druckverhältnis: 21:1